# Moïsa van Koot
Moïsa van Koot (Lichtenvoorde, 9 juni 2001) is een Nederlands voetbalster. Ze speelt als verdediger voor Club YLA in de Super League.

## Clubcarrière
Van Koot speelde in haar jeugd voor Longa '30, waarna ze de overstap maakte naar de jeugdopleiding van PEC Zwolle. Op 2 november 2018 maakte ze haar debuut in de hoofdmacht tegen PSV, ze speelde de gehele wedstrijd. De wedstrijd ging verloren met 3–1. In de zomer van 2022 maakte ze de overstap naar nieuwkomer Fortuna Sittard. Op 2 juli 2024 verlengde Van Koot haar contract met een jaar bij Fortuna Sittard, waardoor ze een derde seizoen toevoegde aan haar dienstverband bij Fortuna Sittard.
Nadat Fortuna Sittard vanwege financiële problemen werd opgeheven, moest Van Koot noodgedwongen de club verlaten. Ze vond in het Belgische Club YLA haar nieuwe werkgever. In Brugge tekende ze een tweejarig contract.

### Carrièrestatistieken
| Seizoen                     | Club            | Land            | Competitie      | Competitie | Competitie | Beker | Beker | Internationaal | Internationaal | Overig | Overig | Totaal | Totaal |
| Seizoen                     | Club            | Land            | Competitie      | Wed.       | Dlp.       | Wed.  | Dlp.  | Wed.           | Dlp.           | Wed.   | Dlp.   | Wed.   | Dlp.   |
| --------------------------- | --------------- | --------------- | --------------- | ---------- | ---------- | ----- | ----- | -------------- | -------------- | ------ | ------ | ------ | ------ |
| 2018/19                     | PEC Zwolle      | Nederland       | Eredivisie      | 18         | 0          | 4     | 0     | –              | –              | –      | –      | 22     | 0      |
| 2019/20                     | PEC Zwolle      | Nederland       | Eredivisie      | 12         | 0          | 1     | 0     | –              | –              | 5      | 0      | 18     | 0      |
| 2020/21                     | PEC Zwolle      | Nederland       | Eredivisie      | 19         | 0          | 1     | 0     | –              | –              | 5      | 0      | 25     | 0      |
| 2021/22                     | PEC Zwolle      | Nederland       | Eredivisie      | 23         | 4          | 1     | 1     | –              | –              | 0      | 0      | 24     | 5      |
| 2022/23                     | Fortuna Sittard | Nederland       | Eredivisie      | 16         | 3          | 1     | 0     | –              | –              | 0      | 0      | 17     | 3      |
| 2023/24                     | Fortuna Sittard | Nederland       | Eredivisie      | 6          | 0          | 3     | 0     | –              | –              | 1      | 0      | 10     | 0      |
| 2024/25                     | Fortuna Sittard | Nederland       | Eredivisie      | 20         | 1          | 2     | 1     | –              | –              | 0      | 0      | 22     | 2      |
| Carrière totaal             | Carrière totaal | Carrière totaal | Carrière totaal | 111        | 8          | 12    | 1     | 0              | 0              | 11     | 0      | 131    | 9      |
| Bijgewerkt tot 26 juni 2025 |                 |                 |                 |            |            |       |       |                |                |        |        |        |        |

## Interlandcarrière

### Nederland onder 19
Op 18 januari 2019 debuteerde Van Koot bij het Nederland –19 in een vriendschappelijke wedstrijd tegen Engeland –19.
| Interlands van Moïsa van Koot | Interlands van Moïsa van Koot | Interlands van Moïsa van Koot | Interlands van Moïsa van Koot | Interlands van Moïsa van Koot | Interlands van Moïsa van Koot |
| №                             | Datum                         | Wedstrijd                     | Uitslag                       | Soort Wedstrijd               | Doelpunten                    |
| Als speelster bij PEC Zwolle  | Als speelster bij PEC Zwolle  | Als speelster bij PEC Zwolle  | Als speelster bij PEC Zwolle  | Als speelster bij PEC Zwolle  | Als speelster bij PEC Zwolle  |
| ----------------------------- | ----------------------------- | ----------------------------- | ----------------------------- | ----------------------------- | ----------------------------- |
| 1.                            | 18 januari 2019               | Noorwegen – Nederland         | 0 – 2                         | Vriendschappelijk             | 0                             |
| 2.                            | 20 januari 2019               | Nederland – Engeland          | 1 – 0                         | Vriendschappelijk             | 0                             |
| 3.                            | 2 maart 2019                  | Schotland – Nederland         | 1 – 4                         | Vriendschappelijk             | 0                             |
| 4.                            | 4 maart 2019                  | Nederland – Spanje            | 2 – 0                         | Vriendschappelijk             | 0                             |
| 5.                            | 3 april 2019                  | Nederland – Bulgarije         | 6 – 0                         | Kwalificatie EK –19 2019      | 0                             |
| 6.                            | 6 april 2019                  | Nederland – Rusland           | 1 – 0                         | Kwalificatie EK –19 2019      | 0                             |
| 7.                            | 16 juli 2019                  | Noorwegen – Nederland         | 0 – 5                         | EK –19 2019                   | 0                             |
| 8.                            | 22 juli 2019                  | Nederland – Schotland         | 4 – 0                         | EK –19 2019                   | 0                             |
| 9.                            | 25 juli 2019                  | Duitsland – Nederland         | 3 – 1                         | EK –19 2019                   | 0                             |
| 10.                           | 1 september 2019              | Nederland – Duitsland         | 1 – 0                         | Vriendschappelijk             | 0                             |
| 11.                           | 2 oktober 2019                | Nederland – Montenegro        | 9 – 0                         | Kwalificatie EK –19 2020      | 0                             |
| 12.                           | 5 oktober 2019                | Nederland – Oekraïne          | 4 – 1                         | Kwalificatie EK –19 2020      | 0                             |
| 13.                           | 8 oktober 2019                | Ierland – Nederland           | 0 – 6                         | Kwalificatie EK –19 2020      | 1                             |
| 14.                           | 6 november 2019               | Nederland – Engeland          | 7 – 0                         | Vriendschappelijk             | 0                             |
| 15.                           | 10 november 2019              | Noorwegen – Nederland         | 1 – 2                         | Vriendschappelijk             | 0                             |
| 16.                           | 4 maart 2020                  | Denemarken – Nederland        | 1 – 2                         | Vriendschappelijk             | 0                             |
| 17.                           | 8 maart 2020                  | Nederland – Polen             | 5 – 2                         | Vriendschappelijk             | 0                             |

### Nederland onder 17
Op 1 oktober 2017 debuteerde Van Koot bij het Nederland –17 in een kwalificatiewedstrijd tegen Turkije –17.
| Interlands van Moïsa van Koot | Interlands van Moïsa van Koot | Interlands van Moïsa van Koot | Interlands van Moïsa van Koot | Interlands van Moïsa van Koot | Interlands van Moïsa van Koot |
| №                             | Datum                         | Wedstrijd                     | Uitslag                       | Soort Wedstrijd               | Doelpunten                    |
| Als speelster bij PEC Zwolle  | Als speelster bij PEC Zwolle  | Als speelster bij PEC Zwolle  | Als speelster bij PEC Zwolle  | Als speelster bij PEC Zwolle  | Als speelster bij PEC Zwolle  |
| ----------------------------- | ----------------------------- | ----------------------------- | ----------------------------- | ----------------------------- | ----------------------------- |
| 1.                            | 1 oktober 2017                | Turkije – Nederland           | 0 – 3                         | Kwalificatie EK –17 2018      | 0                             |
| 2.                            | 7 oktober 2017                | Nederland – Tsjechië          | 3 – 0                         | Kwalificatie EK –17 2018      | 0                             |
| 3.                            | 28 februari 2018              | Nederland – Zweden            | 4 – 2                         | Vriendschappelijk             | 0                             |
| 4.                            | 9 mei 2018                    | Litouwen – Nederland          | 0 – 9                         | EK –17 2018                   | 0                             |
| 5.                            | 12 mei 2018                   | Duitsland – Nederland         | 2 – 2                         | EK –17 2018                   | 0                             |
| 6.                            | 15 mei 2018                   | Nederland – Finland           | 1 – 2                         | EK –17 2018                   | 0                             |

### Nederland onder 16
Op 16 februari 2017 debuteerde Van Koot bij het Nederland –16 in een vriendschappelijke wedstrijd tegen Frankrijk –16.
| Interlands van Moïsa van Koot | Interlands van Moïsa van Koot | Interlands van Moïsa van Koot | Interlands van Moïsa van Koot | Interlands van Moïsa van Koot | Interlands van Moïsa van Koot |
| №                             | Datum                         | Wedstrijd                     | Uitslag                       | Soort Wedstrijd               | Doelpunten                    |
| Als speelster bij PEC Zwolle  | Als speelster bij PEC Zwolle  | Als speelster bij PEC Zwolle  | Als speelster bij PEC Zwolle  | Als speelster bij PEC Zwolle  | Als speelster bij PEC Zwolle  |
| ----------------------------- | ----------------------------- | ----------------------------- | ----------------------------- | ----------------------------- | ----------------------------- |
| 1.                            | 16 februari 2017              | Nederland – Frankrijk         | 0 – 1                         | Vriendschappelijk             | 0                             |
| 2.                            | 18 februari 2017              | Nederland – Portugal          | 4 – 1                         | Vriendschappelijk             | 0                             |
| 3.                            | 20 februari 2017              | Duitsland – Nederland         | 0 – 2                         | Vriendschappelijk             | 0                             |
| 4.                            | 30 juni 2017                  | Duitsland – Nederland         | 2 – 2                         | Vriendschappelijk             | 0                             |
| 5.                            | 2 juli 2017                   | Nederland – Denemarken        | 0 – 0                         | Vriendschappelijk             | 0                             |
| 6.                            | 4 juli 2017                   | Noorwegen – Nederland         | 2 – 0                         | Vriendschappelijk             | 0                             |
| 7.                            | 6 juli 2017                   | Finland – Nederland           | 1 – 1                         | Vriendschappelijk             | 0                             |

### Nederland onder 15
Op 28 maart 2016 debuteerde Van Koot bij het Nederland –15 in een vriendschappelijke wedstrijd tegen Tsjechië –15.
| Interlands van Moïsa van Koot | Interlands van Moïsa van Koot | Interlands van Moïsa van Koot | Interlands van Moïsa van Koot | Interlands van Moïsa van Koot | Interlands van Moïsa van Koot |
| №                             | Datum                         | Wedstrijd                     | Uitslag                       | Soort Wedstrijd               | Doelpunten                    |
| Als speelster bij PEC Zwolle  | Als speelster bij PEC Zwolle  | Als speelster bij PEC Zwolle  | Als speelster bij PEC Zwolle  | Als speelster bij PEC Zwolle  | Als speelster bij PEC Zwolle  |
| ----------------------------- | ----------------------------- | ----------------------------- | ----------------------------- | ----------------------------- | ----------------------------- |
| 1.                            | 28 maart 2016                 | Tsjechië – Nederland          | 0 – 0                         | Vriendschappelijk             | 0                             |
| 2.                            | 30 maart 2016                 | Tsjechië – Nederland          | 0 – 0                         | Vriendschappelijk             | 0                             |
| 3.                            | 27 april 2016                 | Nederland – Duitsland         | 3 – 3                         | Vriendschappelijk             | 0                             |
| 4.                            | 29 mei 2016                   | Nederland – België            | 2 – 0                         | Vriendschappelijk             | 0                             |